# Euselasia libanochra
Euselasia libanochra är en fjärilsart som beskrevs av Rebillard 1958. Euselasia libanochra ingår i släktet Euselasia och familjen Riodinidae. Inga underarter finns listade i Catalogue of Life.